# Brigada do Reumático
A "Brigada do Reumático" foi uma cerimónia do Estado Novo em 14 de Março de 1974, convocada por Marcello Caetano no contexto de crescente contestação da sociedade civil e das forças armadas. Pretendia ser uma demonstração de apoio ao governo marcelista pelas altas esferas militares do regime, surgindo em sequência das movimentações de generais abertamente descontentes, em particular da "Kaúlzada", conspiração abortada de Kaúlza de Arriaga, e da publicação de Portugal e o Futuro de António de Spínola.
A cerimónia de homenagem saiu gorada no seu propósito, com a ausência notável dos vários oficiais superiores de quem primamente se pretendia a mostra de lealdade a Marcello. Foi então assim chamada de "Brigado do Reumático" pelos seus detratores, que acusam a falta de vigor na dirigência do "beija-mão" pelos 'mais idosos' oficiais-generais no activo dos três ramos das Forças Armadas, em detrimento dos generais absentistas, e dos descontentes oficiais inferiores.
No período, Spínola e Kaúlza estariam então a procurar aliciar o Movimento dos Capitães ao apoio das suas posições dentro do regime. O desafio e consequente castigo dos populares Chefes do Estado Maior ausentes, Spínola e Costa Gomes, instigaram o Movimento às insurreições do spinolista Levantamento das Caldas e da Revolução dos Cravos que marcaram o fim do regime, substituído pela Junta de Salvação Nacional e depois Conselho da Revolução na transição para a democracia.

## A situação da Guerra do Ultramar

### A posição do regime
A Guerra do Ultramar durava então há 13 anos, com consequente desgaste na opinião pública e militar. A despeito deste facto, Marcello Caetano, a 5 de março de 1974, refere que as populações não tiveram até à data sofrimentos comparáveis aos verificados nas grandes guerras “salvo o luto que entristeceu tantas famílias”. Declara que as finanças públicas não se ressentiram da política ultramarina: “Continua o orçamento equilibrado, não se excedeu na carga fiscal um limite modesto, a dívida pública continua a estar muito aquém das nossas possibilidades de crédito. Se sofremos inflação, são a Europa e a América as causas dela, não a África.”
Mais tarde, Marcello confessaria: "as despesas militares não deviam exceder os 40% do Orçamento do Estado, mas nunca eram inferiores a 45%", sendo desde 1969 acima de 55% do Orçamento dedicado aos militares, o que teria vindo a aumentar devido às crescentes sanções internacionais e oposto apoio do Bloco Sino-soviético aos guerrilheiros africanos. Dos seus membros nos Estados-Maiores das Forças Armadas, como Victor Alves, Sanches Osório, Costa Braz e Franco Charais, o Movimento das Forças Armadas (MFA) recebe informações contrárias às dos discursos de Marcello. Na Secção de Materiais, o então major Alves orçamenta uma necessidade de custo de 1,2 milhões de contos para o esforço pretendido de guerra, quando o estado só disponibilizaria 0,2 milhões. Um orçamento geral feito na Secção de Estudos Gerais, levantava a necessidade de 12 milhões de contos, que apena seria suprida em 1,2 milhões de contos. A par das consequentes faltas de material nas frentes, isto levaria à redução de formação para os jovens que partissem o combate, expondo-os ainda mais na guerra.
Divide-se então o regime em três facções, que Marcello tenta navegar, equilibrar e apaziguar; entre Spínola e Costa Gomes, cada vez mais apoiados pelo crescente Movimento dos Oficiais das Forças Armadas que Kaúlza também tenta aliciar, "integristas" anti-reformistas encabeçados pelo presidente Américo Tomaz, e kaulzistas que querem um aumento considerável do esforço de guerra. Após as notícias das movimentações de Kaúlza, Marcello reforça a posição de Costa Gomes como Chefe do Estado Maior das Forças Armadas ao criar o posto de "Vice-Chefe" para António Spínola, em janeiro de 1974.

### Os opositores ao Marcelismo entre os ultras do regime

#### Os "velhinhos", conservadores
Banalizara-se, entre os jovens veteranos, a derrogatória equiparação dos generais estacionados na metrópole a idosos, antiquados e longe da acção de combate. De tal modo, que Vasco Lourenço escapa ileso de entregar em setembro de 1973 um abaixo-assinado do Movimento dos Capitães, comunicando em ofensivos termos um ultimato ao adjunto militar de Marcello, Coutinho Lanhoso:
| “ | [Marcello] terá de se virar para [o MFA] e cortar com os generais velhinhos, que já só se representam a si próprios. Se seguir no outro sentido, continuará a contar com o apoio dos generais velhinhos, mas perde o que resta da consideração que os militares mais jovens ainda têm por ele. O (...) conselho é este: se optar por esta, diga-lhe que se prepare. Nós não recuamos e vamos ganhar. | ” |

Encabeçados pelo presidente Américo Tomaz, os "velhinhos" anti-reformistas fariam parte do grupo salazarista do partido único Acção Nacional Popular, ao lado de civis e outros militares menos graduados.
Em jeito de resposta ao III Congresso da Oposição Democrática, realiza-se o I Congresso dos Combatentes do Ultramar, realizado a junho de 1973 e composto principalmente de soldados há muito retornados, motivados por "nacionalismo colonialista radical" oposto até às parcas reformas de Marcello, defensores de "um Portugal uno e indivisível do Minho a Timor", e dos "ideais do 28 de Maio de 1926", com o mote de "dialogar e ceder é trair os que já morreram". Estes "ultras" da defesa de Portugal ultramarino eram compostos pela ala ultra-conservadora do partido único, que incluíam militares como Kaúlza de Arriaga, que efusivo congratula publicamente os congressistas militares, insatisfeitos com o "contido" esforço de guerra imposto por Marcello.

#### Kaúlzistas
Aborta-se em dezembro de 1973 a intentona Kaúlzada, em que o belicista Kaúlza de Arriaga conspira para tomar o poder e a custo aumentar o esforço de guerra, com vista a obter vitória sobre os grupos independentistas no ultramar. Sob este general, levara-se a cabo o Massacre de Wiriyamu que levara a um aumento da pressão internacional sobre o regime. Costa Gomes e António de Spínola, ao terem exposto ideias progressistas e contrárias a Kaúlza quando este lhes expôs os seus planos em privado, seriam considerados por ele necessários de "eliminar".
Kaúlza não é, apesar de tudo, punido por Marcello.
Por outro lado, com o fim da Primavera Marcelista, a esperança colocada pelos militares progressistas no poder político deteriora-se gradualmente, em particular pelos oficiais colocados na frente de combate.

### Os opositores progressistas
A revisão de 1971 já havia sido insuficiente para muitos progressistas, incluindo da Ala Liberal do partido único. Em janeiro e feveiro de 1973, esta manifesta publicamente o seu desacordo em várias frentes de governação, incluindo a guerra, o que os conservadores do regime consideram "gravemente inconveniente", e vários 'liberais', como Sá Carneiro, abandonam o parlamento “por inexistência do mínimo de condições de atuação livre e útil”. O regime, na pessoa do Presidente da Assembleia Nacional Amaral Neto, tenta ocultar a razão de saída de Sá Carneiro, escusando-se a envolver a opinião pública em “graves melindres”.
Em 1968, Spínola tinha aceite o cargo de Governador da Guiné após propôr a Salazar reformas políticas que tornassem Portugal numa "Nação Pluriestatal", federalista, tornando-se cada vez mais crítico do "retrógrado paternalismo" dos ultra-conservadores liderados por Américo Tomaz. Os insuficientes avanços de Marcello neste sentido levam-no a, no regresso à 'Metrópole', entrar na arena política do regime.
Segue-se em fevereiro de 1974 a publicação sem censura de Portugal e o Futuro pelo então Vice-Chefe do Estado Maior das Forças Armadas, António de Spínola. Neste, o conceituado general contrapõe-se à "sujeição dos africanos", a "sustentação de mitos contra os quais o mundo se encarniça", "teimosia". Defendia que o "problema ultramarino" deveria ser objecto de "diálogo aberto à participação nacional", e "consulta final à Nação", e não "eternização da guerra", de "teses ultrapassadas", mas tampouco defendendo uma reforma "desvirtuadamente progressista, demagogia, radicalismo insuportável", em alusão aos defensores do modelo marxista, e da descolonização e entrega total e incondicional de poder aos grupos totalitários nativos em guerra. Defende um caminho para o reconhecimento dos povos à auto-determinação, por via de transparência e referendos, rejeitando o "neocolonialismo".  Denuncia também o isolacionismo do regime, o "preocupante atraso" em relação à "Europa de progressiva integração económica, prevendo a derrota na guerra em caso de continuação da estagnação política do regime, opondo-se aos integralistas na sua defesa de crescente autonomia dos territórios africanos, advogando a redefinição do estado português num estado federal lusíada, descentralizado, de governos regionais autónomos.
Spínola alegaria a Marcello Caetano que intentava com a publicação suportar o progressivismo bloqueado pelos ultras do regime. A solução para a guerra, defendida por Spínola e muitos outros membros das Forças Armadas há anos, seria política. Mas as reformas feitas pelo regime teriam sido insuficientes e parcamente aplicadas. No rescaldo da publicação, Marcello Caetano pede a demissão ao ultra-conservador Presidente da República Américo Tomaz, que não a aceita.

## Escalar de tensões intra-regime
Então a 5 de março, Marcello revisita a questão política da guerra, as reformas tornadas ineficazes pelos constantes entraves conservadores impostos pelos ultras. O Presidente do Conselho de Ministros compromete-se ao aumento da “autonomia progressiva do governo das províncias de acordo, segundo a [Revisão de 1971 da] Constituição, com o respetivo estado de desenvolvimento e os seus recursos próprios, [a] participação crescente das populações nas estruturas políticas e administrativas; [o] fomento dos territórios com ampla abertura à iniciativa, à técnica, ao capital de todos os países sob a única condição de se proporem valorizar a terra e a gente, e não explorá-las.” Para isto, declara necessário “defender energicamente em todos os campos a integridade de Portugal aquém e além-mar”, independentemente do seu custo financeiro, pois “quando estão em causa vidas e bens de milhares ou milhões de portugueses e a integridade do território nacional, é isso que conta em primeiro lugar”, mesmo “que a defesa implique sacrifícios”. Os jornais, sob controlo dos ultras do regime, laudam Marcello.
Nas sessões seguintes ao discurso de Marcelo, a Assembleia Nacional debate reformas e críticas às políticas prévias, em raro desencontro público entre facções do partido único. Confrontos encabeçados por, do lado dos progressistas, Mota Amaral e, dos conservadores, Cazal Ribeiro, provocam agitação no Hemiciclo em torno da "autonomia progressiva e participada do ultramar". Sem reformas re-estruturantes, vota-se o apoio ao governo de Marcello, que se havia proposto a vencer a guerra "custe o que custar", com costumeira unanimidade, a favor.

Descontente com a incessante turbulência política causada pela publicação do livro de Spínola, a 11 de março Américo Tomaz insta Marcello a exonerar de imediato Costa Gomes e Spínola; "dois oficiais generais que mostravam não acreditar na vitória militar portuguesa em África". Marcello em consequência tenta de novo demitir-se. O Presidente Tomaz nega-lhe saída:
| “ | Já é tarde para qualquer de nós abandonar o seu cargo - temos de ir até ao fim. | ” |

Spínola e Costa Gomes são ultrapassados no funcionamento das Forças Armadas pelo Ministro de Guerra Andrade e Silva. No dia 12 de março, o equilibrista Marcello procura soluções entre os ultras e os dois generais, que os retenham a ambos nos seus postos. Promove então uma cerimónia pública de demonstração de fidelidade das Forças Armadas (FA) à política colonial do governo, à semelhança do que já havia obtido de outros órgãos como o Parlamento. Tenciona reforçar a sua imagem de chefe sobre os militares do regime, enfraquecida pela 'rebelde' publicação de Spínola, que deveria ladear Costa Gomes enquanto este declarava publicamente de que, de sua natureza e ética, as FA não tinham política própria. Os generais prontamente recusam a "descabida" "exigência ditatorial" de "vassalagem", repetindo a Marcello que a urgente solução da guerra é política. Costa Gomes avisa Marcello que "a generalidade das Forças Armadas não concordava com aquela manifestação: elas eram contrárias à guerra, enquanto a manifestação era pela continuação da guerra". Marcello replica que a ausência na cerimónia implicaria a sua exoneração imediata.
Entretanto, os spinolistas do Movimento das Forças Armadas contemplam levar a cabo um golpe. Otelo Saraiva de Carvalho, Casanova Ferreira, Manuel Monge, Garcia dos Santos, entre outros, organizam-no.

## A cerimónia
Em protesto à "manifestação pública de subserviência", não estiveram presentes os generais António de Spínola e Costa Gomes, respectivamente vice-Chefe e Chefe do EMGFA. Também não compareceram o Secretário da Defesa Nacional contra-almirante Tierno Bagulho, e os generais Kaúlza de Arriaga e Silvino Silvério Marques.

Na ausência dos mais graduados Costa Gomes e Spínola, falou em nome dos oficiais presentes o Chefe do Estado Maior do Exército general Paiva Brandão, o mais antigo dos Chefes dos Estados Maiores presentes,  cuja primeira frase é logo de grande dissonância pela frequente tomada de cargos políticos dos militares; por exemplo, o próprio Paiva Brandão havia sido deputado entre 1953 e 1957, e o Presidente da República desde o golpe de 1926 havia sido sempre militar:
| “ | As Forças Armadas não fazem política, mas é seu imperioso dever, e […] ética, cumprir a missão que nos for determinada pelo Governo legalmente constituído […] Quando o interesse colectivo, mormente a protecção das populações que continuam ameaçadas, exige que se prossiga no esforço de defesa, em busca de uma Paz baseada na Justiça e no Progresso, acima de tudo queremos manter-nos unidos e solidários. A concepção destes objectivos implicará redobrados esforços, mas tudo valerá a pena quando está em causa a segurança das populações, o desenvolvimento dos territórios, o futuro da Nação […] Num momento em que o progresso da Nação e o bem-estar dos portugueses dependem da protecção que lhes é dada pelas forças militares, […] estamos unidos, firmes e cumpriremos o nosso dever, sempre e onde quer que exista o interesse nacional. | ” |

Marcello Caetano em resposta afirmou em agradecimento:
| “ | O país está seguro de que conta com as suas Forças Armadas e em todos os escalões destas não poderão restar dúvidas acerca da atitude dos seus comandos. | ” |

## Consequentes
Spínola diria que a cerimónia "[afectaria] o prestígio dos chefes militares responsáveis, [destruindo] irreversivelmente a coesão das Forças Armadas e, por conseguinte, qualquer hipótese de uma reacção militar hierarquizada".
A cerimónia é televisionada por Otelo Saraiva de Carvalho e Casanova Ferreira na sala dos oficiais da Academia Militar, para quem a cerimónia não passava de uma encenação. Era a prova de que “existia um fosso entre os oficiais mais velhos e os mais novos e que a maioria dos generais carecia de prestígio entre os seus subordinados”, como admitiu anos depois Marcello Caetano.
A cerimónia é divulgada nos maiores meios de comunicação do país. Costa Gomes, António de Spínola e Tierno Bagulho são discretamente exonerados dos seus cargos, no final do dia, substituídos no seguinte. Outros ausentes, como Kaúlza de Arriaga e Silvino Silvério Marques, justificam-se perante Marcello, que mantém a visão da sua utilidade como contrapeso aos progressistas, retendo receios de com castigos os empurrar para um novo golpe belicista.
O governo, prevendo "ondas de choque através da hierarquia", anuncia o começo de um "estado de alerta", tendo "confinado as tropas nos quartéis" durante vários dias. Afastam oficiais spinolistas de Lisboa, re-alocando alguns até nas ilhas.

Vários membros das forças armadas e sociedade civil declaram a sua solidariedade para com os generais exonerados, a despeito da mensagem de coesão nacional propagandeada pelo regime. A revoltada ala spinolista do Movimento das Forças Armadas intenta o Levantamento das Caldas, a falta de aderência inviabilizando o precipitado golpe, cujo fracasso é estudado pelos oficiais conspiradores. Galvanizado e agora ciente da capacidade de resposta militar do regime, o Movimento prontamente leva a cabo a Operação Fim-Regime, a 25 de abril.